# Hylyphantes spirellus
Hylyphantes spirellus är en spindelart som beskrevs av Tu och Li 2005. Hylyphantes spirellus ingår i släktet Hylyphantes och familjen täckvävarspindlar. Inga underarter finns listade i Catalogue of Life.